# John Du
John Forrosuelo Du (ur. 18 października 1954 w Bantayan) – filipiński duchowny katolicki, arcybiskup Palo od 2012.

## Życiorys
1 czerwca 1979 otrzymał święcenia kapłańskie i został inkardynowany do archidiecezji Cebu. Po trzyletniej pracy w charakterze wikariusza został nauczycielem niższego seminarium w Cebu (później otrzymał funkcje m.in. ojca duchownego i prorektora). Od 1992 był ojcem duchownym sióstr Misjonarek Miłości działających na terenie archidiecezji.

### Episkopat
21 listopada 1997 został mianowany biskupem pomocniczym diecezji Cebu, ze stolicą tytularną Timici. Sakry biskupiej udzielił mu 6 stycznia 1998 ówczesny metropolita Cebu - kardynał Ricardo Vidal.
21 kwietnia 2001 został mianowany biskupem diecezji Dumaguete.
25 lutego 2012 decyzją papieża Benedykta XVI został arcybiskupem metropolitą Palo.